# Parafia Najświętszego Serca Pana Jezusa w Dębowcu
Parafia Najświętszego Serca Pana Jezusa w Dębowcu – rzymskokatolicka parafia w Dębowcu, należąca do archidiecezji warmińskiej i dekanatu Górowo Iławeckie.
Została utworzona po II wojnie światowej.